# Anodonta cataracta
Anodonta cataracta is een tweekleppigensoort uit de familie van de Unionidae. De wetenschappelijke naam van de soort is voor het eerst geldig gepubliceerd in 1817 door Say.